# Д’Аржанльё, Жорж Тьерри
Жорж Тьерри д’Аржанльё (7 августа 1889 — 7 сентября 1964) — французский военно-морской и религиозный деятель, адмирал, дипломат, одна из главных фигур Французских свободных сил и Французских свободных военно-морских сил, участник Франко-вьетнамской войны и временный губернатор Индокитая, кавалер и первый канцлер ордена Освобождения, также фриар Ордена босых кармелитов.

## Биография

### Ранняя жизнь

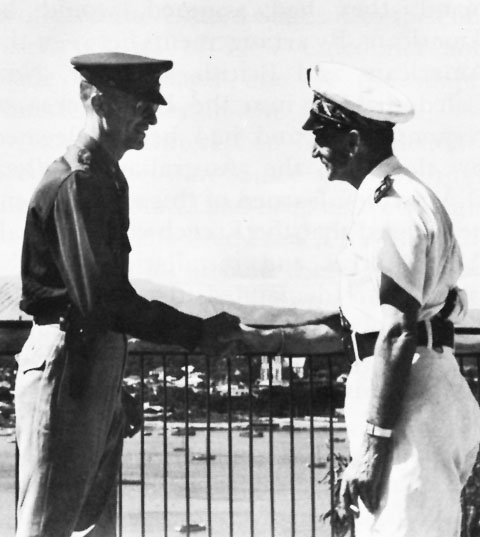
Д’Аржанльё (справа) с А. Патчем.

Родился в Бресте в 1889 году в семье морского офицера, известной своими религиозными традициями. Его отец, Оливье Тьерри д’Аржанльё, был главным инспектором французских ВМФ. Жорж был третьим из шести детей. Два его брата выбрали карьеру морских офицеров, в то время как ещё один брат, и две сестры выбрали религиозный путь, став католическими монахом и монахинями. Д’Аржанльё поступил во Французскую военно-морскую академию (École Navale), когда ему было 17 лет.
В период своей службы на корабле Du Chayla он участвовал во французской кампании 1912 года в Марокко, завершившейся подписанием Фесского договора. По итогам кампании он был награждён орденом Почётного легиона.

### Первая мировая война
Во время Первой мировой войны он служил на Средиземном море. В 1915 году он отбыл на Мальту, чтобы присоединиться к светскому Ордену босых кармелитов. В 1917 году он получил звание  lieutenant de vaisseau, что являлось эквивалентом званию лейтенанта в армии. В следующем году он командовал патрульным катером Tourterelle и получил некоторую известность успешным спасением транспортного корабля, перевозившего войска.

### Религиозная деятельность
Уже в 1915 году, служа на Средиземном море и находясь в контакте на Мальте с монахами ордена кармелитов, он оказался под их сильным влиянием. В 1917 он встретил сестру Жозефину Румб, общение с которой укрепило его веру в католические ценности. Тогда он проводил много времени в церкви Богоматери Ковчега Завета в Абу-Гош. После окончания войны он начал изучать теологию в Риме, окончив обучение в 1920 году, и вступил в орден кармелитов, приняв монашеское имя Луи-де-ла Трините. 15 сентября 1921 года он принял постриг и в течение четырёх лет обучался в Католическом университете в Лилле. В 1925 году по его окончании был рукоположён в священники. В 1932 году, когда кармелиты восстановили свой диоцез в Париже, он перешёл в местный монастырь, а в 1935 году стал его приором.

### Вторая мировая война
После начала Второй мировой войны д’Аржанльё был призван на военную службу в качестве резервиста флота, а в 1940 году получил звание Capitaine de corvette. Во время битвы за Францию в 1940 году, участвуя в обороне портовых сооружений в Шербуре, был взят в плен. В плену он пробыл, однако, только три дня, так как ему удалось бежать с поезда вместе с другими пленными на пути в Германию, после чего он отправился в Великобританию.

#### Вступление в ряды «Свободной Франции»
В Британии Шарль де Голль занимался организацией Свободных французских сил из спасшихся французских солдат, моряков и лётчиков. Первоначально это встретило сопротивление британских властей, так как Великобритания пыталась поддерживать отношения с режимом Виши и до этого момента не приняла окончательного решения поддержать усилия де Голля, что не могло удовлетворить французских моряков, которые бежали в Британию, чтобы сражаться. В этих условиях первостепенное значение для любого офицера имело вступление в армию де Голля. Д’Аржанльё был одним из первых, присоединившихся к де Голлю, одним из трёх офицеров его ранга, сделавших это ещё в июне 1940 года. Он изначально планировал попросить военных, чтобы те дали ему возможность служить в качестве капеллана, но в итоге стал боевым морским офицером Свободных Французских сил, получив особое разрешение на это от своих настоятелей и уже в июле став начальником штаба. Именно Д’Аржанльё предложил де Голлю использование Лотарингского креста в качестве символа движения «Свободная Франция».

#### Участие в боевых действиях в Африке
Совместно с британцами и австралийцами Д’Аржанльё принял активное участие в первой (и неудачной) боевой операции Французских свободных сил — битве за Дакар, когда Уинстон Черчилль потребовал захвата или уничтожения французского флота. Вместе с другими офицерами Д’Аржанльё оказался 23 сентября 1940 года около Дакара, контролируемого силами, верными Виши, и попытался во главе делегации передать письмо де Голля к губернатору Дакара. В итоге он получил тяжёлое ранение. Эта операция окончилась неудачей, и Французская Западная Африка не присоединилась к Свободной Франции. Д’Аржанльё лечился в течение шести недель в больнице в Дуале, Французский Камерун, а затем вновь вернулся на поле боя.
Во время битвы за Габон войска Свободной Франции освободили Габон: должностные лица Виши 9 ноября 1940 года выступили против д’Аржанльё во главе флота, который включал два корабля в порту Либревиль. После столкновения и попытки разрешить кризис мирным путём д"Аржанльё потопил вишистскую шлюпку «Бугенвиль», защищавшую гавань, и угрожал городу, в то время как сухопутные войска под командованием генерала Филиппа Леклерка заняли аэропорт города. Он потребовал и добился капитуляции от коменданта города, генерала Тету.
В январе 1941 года д’Аржанльё стал первым командиром, награждённым де Голлем Орденом Освобождения. В марте 1941 года он был отправлен с дипломатической миссией в Канаду, чтобы содействовать достижению целей «Свободной Франции» в этой стране, а также выполнил ряд других дипломатических миссий. В том же году он был повышен до контр-адмирала.

#### Управление французскими колониями на Тихом океане
В 1941 году д’Аржанльё был назначен де Голлем генерал-губернатором французских колоний в Тихом океане, которые контролировались «Свободной Францией». Новые Гебриды (кондоминиум с Великобританией; ныне Вануату), Французская Полинезия (которая включает в себя крупнейшие острова Таити и Муреа) и Новая Каледония были под контролем «Свободной Франции», в то время как острова Уоллис и Футуна находились под контролем Виши вплоть до мая 1942 года. За время своей деятельности в Океании д’Аржанльё пытался наладить взаимодействие между всеми противниками стран Оси в Океании, а также лично встретился с Чан Кайши.
В сентябре 1941 года он вошёл в состав «Национального комитета», созданного де Голлем в качестве своего рода временного правительства. В декабре 1941 года он был произведён в капитан-адмиралы.
После нападения японцев на Пёрл-Харбор французские колонии на Тихом океане, которыми управлял д’Аржанльё, внезапно приобрели важное стратегическое значение. Возникла угроза японского вторжения в Австралию, и колония Новая Каледония стала ключевой точкой обороны на пути любого вторжения на этот континент. Вишистские чиновники во главе с генерал-губернатором-вишистом в Индокитае, адмиралом Жаном Деко, ожидали захвата французских колоний Японией, что восстановило бы на них власть Виши, и прилагали разнообразные усилия, чтобы подстрекать островитян против администраций «Свободной Франции». Д’Аржанльё отчаянно нуждался в живой силе и помощи. 25 февраля 1942 года на островах высадился с сухопутными войсками американский генерал Александер Патч с целью помочь организовать их оборону. Патч после прибытия, однако, поссорился с д’Аржанльё, и каждый из них считал, что другой подрывает его авторитет и пытается вмешиваться в чужие дела и получить власть над местными людьми. После личного вмешательства де Голля конфликт был улажен, но, когда японцы потерпели поражение в сражении в Коралловом море, угроза вторжения почти исчезла, и Патч был отправлен командовать американскими войсками в битве за Гуадалканал. 27 мая 1942 года д’Аржанльё возглавлял малоизвестную операцию по освобождению островов Уоллис и Футуна от власти вишистов.

#### Освобождение Франции
После завершения своей деятельности на Тихом океане д’Аржанльё исполнял ряд дипломатических и политических поручений де Голля в Северной Африке, Европе и Америке. 19 июля 1943 года он был повышен командующего-адмирала по возвращении в Великобританию. 14 июня 1944 года он был одним из сопровождавших де Голля во время его исторической высадки на французской земле вскоре после высадки Союзников в Нормандии. После освобождения Парижа, 26 августа 1944 года, д’Аржанльё был вместе с де Голлем во время посещения им Могилы Неизвестного солдата под Триумфальной аркой в Париже. В декабре 1944 года он был назначен вице-адмиралом, а в апреле 1945 года был членом французской делегации на Сан-Францисской конференции и был одним из создателей Организации Объединённых Наций.

### Война Франции в Индокитае
16 августа 1945 д’Аржанльё был назначен де Голлем верховным комиссаром французских колоний в Индокитае: его задачей в составе Французского Дальневосточного экспедиционного корпуса было восстановить порядок и французскую власть в этих колониях. Первоначально он был отправлен в город Чандернагор во Французской Индии (ныне в Бангладеш), так как административный центр Индокитая, Сайгон, ещё контролировался японцами. 5 октября 1945 года в Сайгон вступил Филипп Леклерк, а 31 октября прибыл в город и не ладивший с ним д’Аржанльё. В этой кампании Аржанльё в значительной степени действовал самостоятельно и в соответствии с собственным пониманием ситуации — ввиду большого географического расстояния и отсутствия нормальной связи между Парижем и Сайгоном. Историки считают, что д’Аржанльё не был подходящим для своей службы в это непростое время, поскольку считал себя выдающимся человеком, который якобы был послан сюда де Голлем во имя исторической миссии сохранения и восстановления французского владычества в Индокитае и восстановления исторического величия Франции в регионе, которое было утрачено.
Во время деятельности д’Аржанльё в Северном Вьетнаме частично была установлена власть Хо Ши Мина, который имел контакты с представителем Франции Жаном Сентени. В марте 1946 года было достигнуто соглашение с Сентени о признании Вьетнама в качестве независимого государства. Д’Аржанльё отказался признать это соглашение. Встреча с Хо Ши Мином 24 марта 1946 после подписания соглашения, только усугубила его конфликт с Леклерком, который покинул регион в июне 1946 года. В июне 1946 года д’Аржанльё был повышен до адмирала. 1 июня 1946 года д’Аржанльё объявил о создании Республики Кохинхина на юге Вьетнаме со столицей в Сайгоне, созданной с целью противостояния Хо Ши Мину.
24 ноября 1946 года фактически стало началом Индокитайской войны, когда 19 ноября из-за начавшегося спора о таможенном контроле в городе Хайфон, использованного в качестве повода, ситуация быстро ухудшилась с предъявлением Вьетминю ультиматума, после чего штурмовые, военно-морские и артиллерийские атаки на Хайфон привели к гибели 6000 мирных жителей. Д’Аржанльё был в эти дни в отпуске, а его пост фактически контролировался военными, которые считали атаку необходимой. Военные цели формально были достигнуты, и солдаты Вьетминя покинули город Хайфон, но в его окрестностях пополнились подкреплением, и боевые действия продолжались вокруг города, к 19 декабря также распространившись на Ханой. Хо Ши Мин покинул город и начал партизанскую войну в горах. Это стало началом войны, которая длилась восемь лет и закончилась поражением французов и их изгнанием из Индокитая.
5 марта 1947 года правительство Четвёртой республики вследствие спорной оценки его действий в войне отправило д’Аржанльё в отставку, заменив на Эмиля Боллера. Д’Аржанльё вернулся к монашеской жизни в июле 1947 года, одновременно будучи инспектором французских ВМС. Он также официально оставался на службе как канцлер Ордена Освобождения, но проблемы со здоровьем привели его к ограничению деятельности в 1955 году и к пенсии в 1958 году с окончательным переездом в монастырь. В 1964 году д’Аржанльё умер в Бресте и был похоронен там же.

## Награды
- Большой крест ордена Почётного легиона
- Компаньон ордена Освобождения (29 января 1941 года)
- Воинская медаль
- Военный крест 1939—1945 с 3 пальмовыми ветвями
- Военный крест иностранных театров военных действий с пальмовой ветвью
- Медаль Сопротивления с розеткой
- Бельгийский военный крест с пальмовой ветвью
- Командор ордена Леопольда I (Бельгия)
- Командор ордена Бани (Великобритания)
- другие награды